# Vlag van Firdgum

Vlag van Firdgum

De vlag van Firdgum is de dorpsvlag van het Nederlandse dorp Firdgum, in de Friese gemeente Waadhoeke. De vlag werd in 2013 in geregistreerd.

## Beschrijving
De beschrijving van de vlag is als volgt:
Twee even hoge banen van geel en blauw, met in de broektop een witte vlasbloem met een geel hart, en in de broekhoek een liggend rood karrenwiel.
De kleuren zijn afkomstig van het dorpswapen.

## Symboliek

Karrenwiel: ontleend aan het wapen van het geslacht Van Camstra, dat de plaatselijk Camstra State bewoonde. Tevens is het een symbool voor de landbouw.
- Vlasbloem: verwijst naar de vlasteelt.[1]